# Vladimir Feltsman
Vladimir Feltsman (nacido el 8 de enero de 1952) es un pianista clásico ruso y luego estadounidense de ascendencia judía lituana conocido por su dedicación a la música de Johann Sebastian Bach y Frédéric Chopin.

## Formación y comienzos
Vladimir Feltsman nació en Moscú. Su padre, el compositor lituano Oscar Feltsman, era conocido en la Unión Soviética por sus canciones populares y sus comedias musicales.
Vladimir Feltsman debutó con la Filarmónica de Moscú a los once años. Estudió en el Conservatorio Chaikovski de Moscú, con Yakov Flier y en Leningrado. En 1971, ganó el Gran Premio en el Concurso Internacional de Piano Marguerite Long en París, lo que fue seguido de giras por la Unión Soviética, Europa y Japón, comenzando así su carrera profesional.

## Trayectoria
En 1979 Feltsman solicitó una visa de salida de la Unión Soviética. En respuesta las autoridades le prohibieron inmediatamente actuar en público. Después de ocho años de lucha y virtual exilio artístico, finalmente se le concedió permiso para abandonar la Unión Soviética.
Al llegar a los Estados Unidos el 18 de agosto de 1987, Vladimir Feltsman fue recibido calurosamente en la Casa Blanca, donde el 27 de septiembre de 1987 ofreció su primer concierto en Norteamérica para el presidente estadounidense Ronald Reagan. El 11 de noviembre de 1987, su concierto en el Carnegie Hall lo consagró como uno de los pianistas más importantes de la escena musical estadounidense. Durante sus primeros años en Occidente, fue promocionado como un especialista de música rusa, pero su recital de debut consistió en obras de Schubert, Schumann y Messiaen. A mediados de la década de 1990 comenzó a dedicarse a la música de Bach, ofreciendo interpretaciones expresivas y cuidadosamente ornamentadas en un piano moderno. Después regresó al repertorio estándar ( Haydn, Beethoven, Músorgski) en el gran estilo que muchos habían apreciado cuando llegó por primera vez a Estados Unidos. Los críticos musicales lo han descrito como un maestro en reinventarse a sí mismo.
Feltsman ha enseñado en el Mannes College, la New School for Music y en la Universidad Estatal de Nueva York New Paltz, donde es fundador y director artístico del International Festival-Institute Piano Summer. Feltsman  también ha derivado a las actuaciones historicistas en fortepiano. En particular, ha interpretado todas las sonatas para piano de Mozart en fortepiano, así como el Concierto Emperador de Beethoven y el Concierto K595, n.º 27 de Mozart. Como contribución al año del aniversario de Mozart, encargó al constructor de teclados Paul McNulty la construcción de un fortepiano inspirado en un instrumento de Anton Walter de la época de Mozart.   

## Discografía
La discografía de Feltsman incluye seis álbumes de obras para teclado de J. S. Bach, grabaciones de las últimas cinco sonatas para piano de Beethoven, obras para piano solo de Franz Schubert, Chopin, Liszt, Brahms, Olivier Messiaen y Valentín Silvéstrov, así como conciertos de Bach, Frédéric Chopin, Chaikovski, Serguéi Rajmáninov y Serguéi Prokófiev.